# Helichrysum pagophilum
Espèce
Classification phylogénétique
Helichrysum pagophilum est une espèce de plante à fleurs endémique des monts Drakensberg en Afrique du Sud. Elle pousse entre 2 700 et 3 150 mètres d'altitude, sous la forme de coussins d'une dizaine de centimètres de haut. Les fleurs sont acaules, blanches et de 1 centimètre de diamètre. La plante pousse sur parois rocheuses et pierreuses.